# نهائي كأس الدوري الإنجليزي لكرة القدم 2024
نهائي كأس الدوري الإنجليزي لكرة القدم 2024 (بالإنجليزية: 2024 EFL Trophy final)، والمعروف باسم نهائي كأس بريستول ستريت موتورز (بالإنجليزية: Bristol Street Motors Trophy final) لأسباب الرعاية، كانت مباراة كرة قدم أقيمت في 7 أبريل 2024 في ملعب ويمبلي، لندن، إنجلترا. لعبت بين فريقي دوري الدرجة الأولى بيتربورو يونايتد وويكمب واندررز. حددت المباراة الفائزين بكأس الدوري الإنجليزي لكرة القدم 2023–24 [الإنجليزية]، وهي بطولة خروج المغلوب تضم أندية من الدوري الأول والدوري الثاني من دوري كرة القدم الإنجليزية (EFL)، بالإضافة إلى 16 فريقًا أكاديميًا من الفئة الأولى تمثل أندية الدوري الإنجليزي الممتاز ودوري البطولة. كانت هذه هي المشاركة الأولى لفريق ويكومب في النهائي والثانية لفريق بيتربورو الذي فاز بالمسابقة في عام 2014 [الإنجليزية].
أقيمت المباراة بحضور 42،252 متفرجًا وكان حكم المباراة هو سكوت أولدهام. على الرغم من أن ويكومب بدأ المباراة بشكل جيد، إلا أن بيتربورو أصبح أكثر قوة في نهاية الشوط الأول. ولم يتمكن أي من الفريقين من هز الشباك في أول 85 دقيقة من المباراة التي وصفتها هيئة الإذاعة البريطانية (بي بي سي) بأنها مباراة حذرة. سجل بيتربورو الهدف الأول بفضل هدف قوي من القائد هاريسون بوروز. وفي الدقيقة 89، رد ويكومب بهدف التعادل عن طريق البديل ديل تايلور [الإنجليزية]، الذي سدد كرة من مسافة 20 ياردة تغلبت على حارس مرمى بيتربورو. وفي الوقت بدل الضائع، سجل بوروز الهدف الثاني ليفوز بالمباراة 2–1. سدد كرة عرضية عميقة من قرب خط التماس مرت إلى مرمى حارس مرمى ويكومب لتحسم الانتصار الثاني لفريق بيتربورو في البطولة.

## الخلفية
تم تدشين كأس الدوري الإنجليزي لكرة القدم ككأس للأعضاء المنتسبين في موسم 1983–1984، وجاءت بعد كأس المجموعة لدوري كرة القدم الذي لم يدم طويلًا. تمت إعادة تسمية المسابقة إلى كأس دوري كرة القدم في عام 1992، وإلى كأس دوري كرة القدم الإنجليزية في عام 2016، تزامنًا مع إعادة تسمية دوري كرة القدم إلى دوري كرة القدم الإنجليزية (EFL). إنها مفتوحة لجميع الأندية البالغ عددها 48 في دوري الدرجة الأولى الإنجليزي ودوري الدرجة الثانية الإنجليزي، المستويين الثالث والرابع من نظام الدوري الإنجليزي لكرة القدم، وبدءًا من موسم 2016–17، 16 فريقًا أكاديميًا من الفئة الأولى [الإنجليزية]، تمثل أندية من الدوري الإنجليزي الممتاز ودوري الدرجة الثانية الإنجليزي. استخدمت البطولة في الأصل نظام خروج المغلوب المباشر، ولكن تم تعديلها في عام 2016–17 لتشمل مرحلة مجموعات أولية، حيث يتم منح الفريق ثلاث نقاط للفوز وصفر للهزيمة. في حالة التعادل، يتم اللجوء إلى ركلات الترجيح في نهاية المباراة، حيث يحصل الفائز بركلات الترجيح على نقطتين والخاسر على نقطة واحدة. في موسم 2023–24، تمت الإشارة إليه باسم الرعاية الخاص به، كأس بريستول ستريت موتورز. تم تغيير اسم الرعاية لكأس الدوري الإنجليزي لكرة القدم في منتصف المسابقة في نوفمبر 2023، حيث كانت برعاية بابا جونز سابقًا.
شارك كل من بيتربورو يونايتد وويكومب واندررز في المسابقة بسبب عضويتهما في دوري الدرجة الأولى لموسم 2023–24. كان بيتربورو قد تنافس سابقًا في النهائي، بعد أن فاز بالمسابقة في موسم 2013–2014، وهزم تشيسترفيلد في نهائي 2014 ‏. قاد المدير دارين فيرجسون بيتربورو إلى هذا الفوز ودخل نهائي 2024 خلال فترته الرابعة في النادي. بالإضافة إلى نهائي عام 2014، لعب بيتربورو في ملعب ويمبلي في مناسبتين أخريين لنهائيات دوري كرة القدم في عامي 1992 [الإنجليزية] و2000. على النقيض من ذلك، كانت هذه هي المرة الأولى التي يصل فيها نادي ويكومب إلى نهائي كأس الدوري الإنجليزي لكرة القدم ويتنافس على أول كأس احترافية للنادي. وكان أفضل أداء سابق لهم في المسابقة في الدور نصف النهائي من موسم 2016–17. وعلى الرغم من ذلك، فقد سبق لفريق ويكومب أن لعب في ويمبلي في ست مناسبات، وفاز أربع مرات في بطولات أخرى. كان مات بلومفيلد، مدير نادي ويكومب، قد لعب سابقًا في ويمبلي كقائد للنادي في نهائي ملحق دوري كرة القدم الإنجليزي الدرجة الأولى لعام 2020 [الإنجليزية].
وكان الناديان قد التقيا مرتين بالفعل خلال الدوري في ذلك الموسم. في ملعب لندن رود [الإنجليزية]، انتهت مباراتهما بالتعادل 2–2 في أكتوبر 2023. أقيمت مباراة الإياب في ملعب آدامز بارك [الإنجليزية] في ويكومب في فبراير 2024 حيث سجل الفريق المضيف فوزًا ساحقًا بنتيجة 5–2 على بيتربورو. وبذلك فاز ويكومب بثلاث من أصل أربع مواجهات سابقة في الدوري بين الفريقين. وأشارت هيئة الإذاعة البريطانية (بي بي سي) إلى أن المباريات بين الفريقين غالبًا ما تكون مباريات عالية التهديف حيث تم تسجيل 112 هدفًا في مبارياتهم الثلاثين السابقة في الدوري الإنجليزي الممتاز. التقى الفريقان مرة واحدة فقط سابقًا في المسابقة، خلال نسخة 2022–23 من كأس الدوري الإنجليزي لكرة القدم، حيث فاز ويكومب في دور المجموعات بعد ركلات الترجيح. قبل المباراة، وصف سام أفيري، المعلق في إذاعة بي بي سي ثري كاونتيز لفريق ويكومب، موسم 2023–24 بأنه موسم انتقالي لفريق ويكومب نظرًا لكونه أول عام كامل لـ مات بلومفيلد في المسؤولية.

## الطريق إلى النهائي
ملاحظة: في جميع النتائج أدناه، يتم ذكر نتيجة المتأهل للنهائي أولاً (د: على أرضه؛ خ: خارج أرضه).
| بيتربورو يونايتد           | بيتربورو يونايتد         | بيتربورو يونايتد         | بيتربورو يونايتد         | الدور              | ويكمب واندررز                      | ويكمب واندررز            | ويكمب واندررز            | ويكمب واندررز            |
| -------------------------- | ------------------------ | ------------------------ | ------------------------ | ------------------ | ---------------------------------- | ------------------------ | ------------------------ | ------------------------ |
| الخصم                      | النتيجة                  | النتيجة                  | النتيجة                  | مرحلة المجموعات    | الخصم                              | النتيجة                  | النتيجة                  | النتيجة                  |
| كامبريدج يونايتد           | 2–0 (د)                  | 2–0 (د)                  | 2–0 (د)                  | الجولة الأولى      | كريستال بالاس تحت 21 ‏ سنة          | 1–0 (د)                  | 1–0 (د)                  | 1–0 (د)                  |
| توتنهام هوتسبير تحت 21 سنة | 3–1 (د)                  | 3–1 (د)                  | 3–1 (د)                  | الجولة الثاني      | ستيفيناغ بوروه                     | 1–0 (خ)                  | 1–0 (خ)                  | 1–0 (خ)                  |
| كولتشستر يونايتد           | 0–1 (خ)                  | 0–1 (خ)                  | 0–1 (خ)                  | الجولة الثالثة     | إيه إف سي ويمبلدون                 | 1–0 (د)                  | 1–0 (د)                  | 1–0 (د)                  |
| القسم الجنوبي المجموعة د   | القسم الجنوبي المجموعة د | القسم الجنوبي المجموعة د | القسم الجنوبي المجموعة د | الترتيب النهائي    | القسم الجنوبي المجموعة ج           | القسم الجنوبي المجموعة ج | القسم الجنوبي المجموعة ج | القسم الجنوبي المجموعة ج |
| الخصم                      | النتيجة                  | النتيجة                  | النتيجة                  | مرحلة خروج المغلوب | الخصم                              | النتيجة                  | النتيجة                  | النتيجة                  |
| أرسنال تحت 21 ‏ سنة         | 3–0 (د)                  | 3–0 (د)                  | 3–0 (د)                  | دور الـ32          | فولهام تحت 21 ‏ سنة                 | 3–2 (د)                  | 3–2 (د)                  | 3–2 (د)                  |
| نادي كرولي تاون            | 2–1 (د)                  | 2–1 (د)                  | 2–1 (د)                  | دور الـ16          | وست هام يونايتد تحت 21 ‏ سنة        | 2–1 (د)                  | 2–1 (د)                  | 2–1 (د)                  |
| إيه إف سي ويمبلدون         | 3–1 (د)                  | 3–1 (د)                  | 3–1 (د)                  | ربع النهائي        | برايتون آند هوف ألبيون تحت 21 ‏ سنة | 4–1 (د)                  | 4–1 (د)                  | 4–1 (د)                  |
| نادي بلاكبول               | 3–0 (خ)                  | 3–0 (خ)                  | 3–0 (خ)                  | نصف النهائي        | برادفورد سيتي                      | 1–0 (خ)                  | 1–0 (خ)                  | 1–0 (خ)                  |

### بيتربورو يونايتد
بدأت حملة بيتربورو لكأس الدوري الإنجليزي لكرة القدم 2023–24 [الإنجليزية] في مرحلة المجموعات، حيث تنافس في المجموعة الرابعة من القسم الجنوبي جنبًا إلى جنب مع كامبريدج يونايتد وكولشيستر يونايتد وفريق من توتنهام هوتسبير تحت 21 سنة. في أول مباراة لفريق بيتربورو، والتي أقيمت في 12 سبتمبر 2023، كانت مباراة ديربي كامبريدجشير [الإنجليزية] حيث استضافوا منافسهم كامبريدج يونايتد في لندن رود [الإنجليزية]. سجل كل فريق هدفين في الشوط الأول ليضمن الفوز 2–0 لفريق بوش في مباراته الافتتاحية للمسابقة. سيطر بيتربورو على معظم مجريات المباراة وافتتح التسجيل عن طريق جاديل كاتونجو [الإنجليزية]. سقطت تسديدة خاطئة من رايان دي هافيلاند [الإنجليزية] من مسافة بعيدة في طريق كاتونجو الذي تمكن من الدوران والتسديد أمام حارس مرمى كامبريدج ليفتتح التسجيل في الدقيقة 19. في الدقيقة 54، مرر جونسون كلارك هاريس [الإنجليزية] كرة طويلة إلى إيفرون ماسون كلارك الذي مررها إلى حارس المرمى ليحسم المباراة لصالح الفريق المضيف. وفي 31 أكتوبر، أقيمت مباراتهم الثانية ضد نادي توتنهام هوتسبير تحت 21 عامًا على أرضهم. تقدم فريق الأكاديمية بهدف عن طريق أليخو فيليز. ومع ذلك، نجح إيمانويل فرنانديز [الإنجليزية] في معادلة النتيجة لصالح الفريق المضيف ليدخل المباراة متعادلاً في الشوط الأول. أكد هدفان في الشوط الثاني من ريكي جاد جونز وكوامي بوكو النقاط الثلاث لبيتربورو. في المباراة النهائية للمجموعة، تعرضوا لهزيمة 1–0 خارج أرضهم أمام نادي كولشيستر يونايتد من دوري الدرجة الثانية بهدف من برادلي إيهيونفين [الإنجليزية]. وعلى الرغم من هذه الهزيمة، إلا أن بيتربورو احتل صدارة المجموعة الرابعة ليتأهل إلى الدور التالي من المسابقة.
في دور الـ32، واجه بيتربورو فريق أرسنال تحت 21 سنة على أرضه. تقدم بوش بهدف بعد تسديدة دي هافيلاند التي وجدت الزاوية السفلية. وتمكنوا من مضاعفة تقدمهم قبل نهاية الشوط الأول بعد أن فقد أرسنال الكرة بالقرب من منطقة جزاءهم، حيث تم تمرير الكرة إلى كلارك هاريس ليسجل الهدف. سجل بيتربورو هدفه الثالث في المباراة بعد هجمة مرتدة انتهت بتسديد مالك موذرسيل [الإنجليزية] للكرة في مرمى حارس المرمى. في دور الـ16، أوقعت القرعة فريق بوش في أرضه مرة أخرى هذه المرة أمام فريق كراولي تاون من دوري الدرجة الثانية. افتتح نيك تسارولا [الإنجليزية] التسجيل لصالح كرولي، لكن تسديدة غيرت اتجاهها من هاريسون بوروز عادلت النتيجة بعد خمس دقائق. اعترض ماسون كلارك تمريرة سيئة ليسجل هدف الفوز في الدقيقة 37. سيلعب بيتربورو على أرضه في ربع النهائي ضد نادي إيه إف سي ويمبلدون من الدوري الثاني. حقق فريق بوش فوزًا بنتيجة 3–1 ليضمن تأهله لأول مرة إلى الدور نصف النهائي من المسابقة منذ مشاركته في عام 2014. تقدم فريق بيتربورو بنتيجة 2–0 بعد مرور أربع دقائق فقط بفضل أهداف ماذرسيل وماسون كلارك. سجل رايان ماكلين [الإنجليزية] هدفًا متأخرًا لصالح ويمبلدون ليعيد فريقه إلى المباراة قبل أن يحسم ريكي جيد جونز تقدم بيتربورو في الوقت المحتسب بدل الضائع بهدف ثالث. في الدور نصف النهائي، أكد بيتربورو مكانه في نهائي ويمبلي بفوزه الحاسم 3–0 على منافسه في الدوري بلاكبول في بلومفيلد رود. افتتح موذرسيل التسجيل بتسديدة سكنت الزاوية العليا، وكان هذا هدفه الثالث في آخر أربع مباريات له في كأس رابطة الأندية الإنجليزية المحترفة. سجل بيتربورو هدفه الثاني في الدقيقة 80 عندما حوّل هاريسون بوروز ركلة جزاء. تم مكافأة هذا الأداء المهيمن بالهدف الثالث من بوروز مرة أخرى. وجدت تسديدته الملتفة طريقها إلى الزاوية البعيدة في الوقت بدل الضائع.

### ويكمب واندررز
تم وضع نادي ويكومب في المجموعة الجنوبية ج في مرحلة المجموعات، إلى جانب نادي إيه أف سي ويمبلدون، ونادي ستيفيناج، ونادي كريستال بالاس تحت 21 سنة. أقيمت مباراتهم الافتتاحية للموسم في 19 سبتمبر ضد فريق كريستال بالاس تحت 21 عامًا على أرضهم. أمام 442 مشجعًا، جاء فوز ويكومب بفضل ركلة جزاء الفوز في الوقت بدل الضائع من لوك ليهي. وكانت مباراتهم الثانية خارج أرضهم ضد فريق ستيفيناج من دوري الدرجة الأولى. سجل المهاجم سام فوكس هدف الفوز في الدقيقة 70 ليضمن فوزًا ضيقًا لفريق تشيربويز ويؤكد أيضًا تقدمهم إلى مراحل خروج المغلوب. تم إعادة جدولة مباراتهم الأخيرة من مرحلة المجموعات وتقديمها بثلاثة أيام لتخفيف ازدحام المباريات بين الجانبين. فاز ويكومب 1–0 للمباراة الثالثة على التوالي بفضل هدف كيران سادلير [الإنجليزية] في الدقيقة 84.
في دور الـ32، استقبل ويكومب هدفًا في البطولة لأول مرة لكنه مع ذلك فاز بنتيجة 3–2 ضد فولهام تحت 21 ‏ سنة. سجل ديل تايلور [الإنجليزية]، المعار من نوتنغهام فورست، هدفين في الشوط الأول لصالح ويكومب قبل أن يقلص أولي أونيل [الإنجليزية] الفارق لصالح فولهام في الوقت المحتسب بدل الضائع من الشوط الأول. سجل كريس فورينو جوزيف [الإنجليزية] هدفًا في الدقيقة 79 ليضع ويكومب في المقدمة بنتيجة 3–1، ثم عادل جوناثان إيسينجا النتيجة بعد ثلاث دقائق، على الرغم من أن ويكومب حافظ على تقدمه. في دور الـ16 ضد وست هام يونايتد تحت 21 ‏ سنة، سجل لويس أورفورد [الإنجليزية] هدفًا ذاتيًا منح ويكومب التقدم في وقت مبكر من المباراة، ثم ضاعف ريتشارد كوني [الإنجليزية] النتيجة ليمنح فريقه التقدم 2–0 في الشوط الأول. كان هدف وست هام في الشوط الثاني بمثابة عزاء في نهاية المطاف حيث تقدم ويكومب إلى الدور التالي. تم اختيار فريق تشيربويز للعب في أكاديمية للمرة الثالثة على التوالي، ضد برايتون آند هوف ألبيون تحت 21 ‏ سنة على أرضه في ربع النهائي. ثلاثة أهداف لصالح ويكومب أعطتهم التقدم قبل نهاية الشوط الأول بفضل هدفين من كيران سادلير وهدف عكسي من لي كافاناغ [الإنجليزية]. أضاف ديل تايلور الهدف الرابع لصالح ويكومب بعد نهاية الشوط الأول مباشرة، وتمكنوا من الفوز بنتيجة 4–1 بعد أن لعب برايتون بعشرة لاعبين. في الدور نصف النهائي، حسم فريق تشيربويز ظهوره الأول في نهائي كأس رابطة الأندية الإنجليزية المحترفة بفوز متأخر 1–0 خارج أرضه على نادي برادفورد سيتي من دوري الدرجة الثانية. سيطر الفريق المضيف على معظم أوقات المباراة، حيث فشل فريق ويكومب في تسديد أي تسديدة على المرمى حتى الدقيقة 80. وصلت تمريرة عرضية من الجناح الأيمن إلى مات بوتشر الذي سجل هدفًا من تسديدة نصف طائرة في الزاوية اليمنى السفلية. كان الهدف الذي أحرزه بوتشر هو الأول له مع ويكومب واندررز.

## قبل المباراة

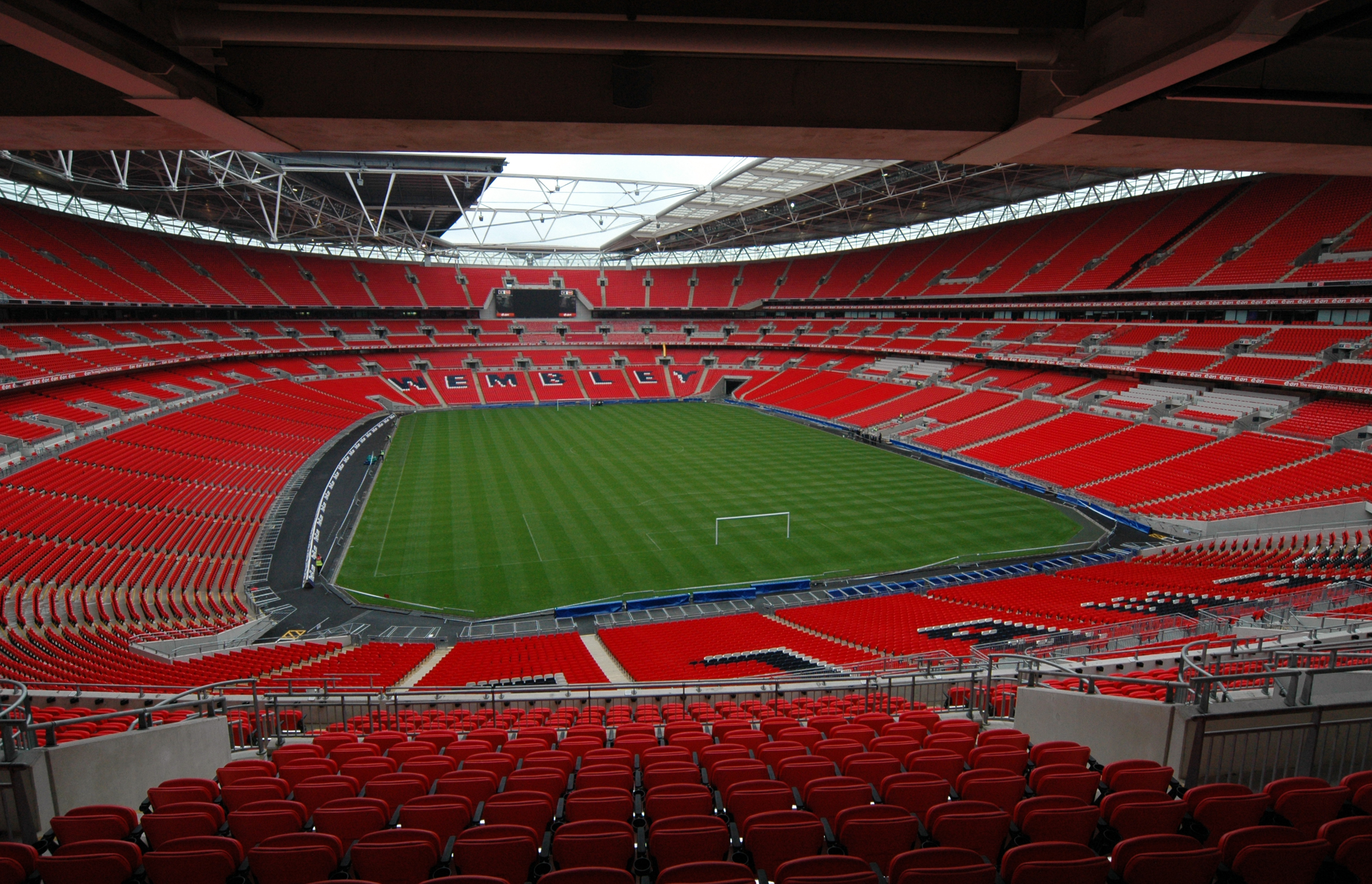
ملعب ويمبلي، مكان نهائي كأس رابطة الأندية الإنجليزية المحترفة لعام 2024

قبل المباراة، كان فريق بيتربورو يتنافس على التأهل إلى [الإنجليزية] الملحق، حيث كان يحتل المركز الرابع في دوري الدرجة الأولى، متأخرًا بفارق ثماني نقاط عن مراكز الصعود التلقائي مع مباراتين إضافيتين عن الفرق التي تسبقه. قال مديرهم دارين فيرجسون: "أعتقد أن لاعبي الفريق الحاليين سيتألقون في هذه المناسبة (في ويمبلي). أعتقد أنهم سيذهبون إلى هناك ويستمتعون بها حقًا، وآمل أن يقدموا أداءً جيدًا بما يكفي للفوز على ويكومب." كان هاريسون بوروز، قائد فريق بيتربورو، من مشجعي النادي منذ الصغر، وحضر نهائي عام 2014. في حديثه لبي بي سي قبل المباراة، قال بوروز: "لا أريد أن أبالغ في التفكير في ويمبلي. عندما أصل إلى هناك، أعلم أن الأمر سيؤثر عليّ... كل من تتحدث إليه يقول إن اللعب هناك يمنحني شعورًا خاصًا للغاية."
قبل المباراة، كان فريق ويكومب في منتصف الجدول وكان في المركز الرابع عشر في الدوري الأول قبل انطلاق المباراة. قال مات بلومفيلد، مدرب ويكومب: "إنه لفخرٌ عظيم"، مضيفًا: "إنه شعورٌ مثير... عندما تأتي لحظاتٌ كهذه، عليكَ أن تحرص على احتضانها." علاوةً على ذلك، قال بلومفيلد: "أنا عاشقٌ لكرة القدم. العودة إلى هناك كقائدٍ ومديرٍ أمرٌ رائع... يومٌ رائعٌ لعائلتي وللجميع الذين كانوا هناك يشاهدون... في النهاية، عليكَ أن تضع هذا جانبًا، لأن الحكم عليكَ يتم على أساس الفوز والخسارة في ويمبلي."
تم إضاءة كاتدرائية بيتربورو [الإنجليزية] باللون الأزرق قبل المباراة دعماً لفريق بوش. جمع مشجعو نادي بيتربورو يونايتد أكثر من 5000 جنيه إسترليني لتمويل المشجعين الذين قد يواجهون صعوبة في حضور المباراة بسبب المخاوف المالية. تم تخصيص 25000 تذكرة لكل من الناديين.
قررت قرعة العملة المعدنية أن بيتربورو لديه الاختيار الأول للمجموعة. هذا يعني أن ويكومب كان عليه أن يرتدي طقمه الخارجي باللونين الأخضر والأبيض، والذي يحتفل بالذكرى الثلاثين لأول موسم لويكومب في الدوري الإنجليزي لكرة القدم، ولكن مع جوارب خضراء مخصصة بدلاً من الجوارب البيضاء حتى لا تتعارض مع جوارب بيتربورو. تم تأكيد تعيين سكوت أولدهام حكمًا للمباراة النهائية، بمساعدة ريتشارد وودوارد وجاستن أمي، مع توم كيرك كحكم رابع. فاز بيتربورو بالمباريات الخمس الأخيرة التي أدارها أولدهام. تم غناء النشيد الوطني قبل المباراة بواسطة هاري ليناكر. أجرى فريق بوش تغييرًا واحدًا على تشكيلته الأساسية حيث حل جويل راندال محل ديفيد أجيبوي [الإنجليزية] بينما أجرى ويكومب خمسة تغييرات على تشكيلته الأساسية. جاك جريمر، نايجل لونفيك، ريتشارد كون، كيران سادلير [الإنجليزية] وفريدي بوتس يأتون إلى تشيربويز.

## المباراة

### الشوط الأول
بدأت المباراة في الساعة 16:30 بتوقيت جرينتش في ملعب ويمبلي أمام 42252 مشجعًا. في المراحل الافتتاحية من المباراة، بدأ فريق ويكومب المباراة بشكل جيد حيث كانت معظم الكرة في نصف ملعب بيتربورو. جاءت الفرصة الافتتاحية لغارث ماكلياري الذي سدد كرة فوق العارضة في الدقيقة 25 من المباراة. شارك ماكلياري مرة أخرى، مما أجبر حارس مرمى بيتربورو جيد ستير على التصدي للكرة. بدأ بوش في النمو في المباراة نحو نهاية الشوط الأول. بعد أن أخطأت ضربة رأس من جوش نايت الهدف، رفض الحكم سكوت أولدهام طلب ركلة جزاء من بيتربورو بعد أن ضربت الكرة لوك ليهي أثناء سقوطه على الأرض. في الوقت بدل الضائع، مرر كوامي بوكو كرة إلى جويل راندال الذي أجبر فرانكو رافيزولي [الإنجليزية] على التصدي لها ببراعة في مرمى ويكومب.

### الشوط الثاني
في بداية الشوط الثاني، واصل بوش السيطرة على الكرة. حصل جوش نايت على فرصة أخرى، إلا أن كريس فورينو جوزيف [الإنجليزية] منعها من مسافة قريبة ليحرمه من افتتاح التسجيل. واجه كلا الفريقين صعوبة في خلق فرص واضحة طوال الشوط الثاني في ما وصفه كريس هاربي من هيئة الإذاعة البريطانية بأنه "نهائي حذر إلى حد كبير". تم إلغاء هدف ويكومب بسبب خطأ على جيد ستير. سقطت تمريرة خاطئة من ستير إلى كيران سادلير [الإنجليزية]، إلا أنه لم يتمكن من إصابة الهدف. خلق بوكو وريكي جاد جونز فرصًا لبوش حيث بدا من المرجح أن تستمر المباراة إلى الوقت الإضافي. ومع ذلك، تبادل قائد بيتربورو هاريسون بوروز التمريرات مع إيفرون ماسون كلارك قبل أن يسدد كرة قوية مرت من أمام رافيزولي في مرمى ويكومب ليفتتح التسجيل في الدقيقة 85. استجاب ويكومب بشكل جيد للتأخر في النتيجة. سجل البديل ديل تايلور [الإنجليزية] هدف التعادل بقدمه اليسرى من مسافة 20 ياردة في الدقيقة 89. ومع ذلك، في الوقت بدل الضائع، سجل بوروز هدف الفوز والثاني له في المباراة بعد تمريرة عرضية عميقة بالقرب من الجانب الأيمن من الملعب، تمكنت من تجاوز رافيزولي في مرمى ويكومب ليضمن فوز بيتربورو.

### التفاصيل
| بيتربورو يونايتد  | 2–1   | ويكمب واندررز             |
| ----------------- | ----- | ------------------------- |
| - بروس 85'، 90+1' | تقرير | - تايلور [الإنجليزية] 89' |

| بيتربورو يونايتد | ويكمب واندررز |

| GK            | 21 | جد ستير                         |       |       |
| RB            | 2  | جاديل كاتونجو [الإنجليزية]      |       |       |
| CB            | 5  | جوش نايت                        |       |       |
| CB            | 4  | روني إدواردز                    |       |       |
| LB            | 3  | هاريسون بروس                    | 90+8' |       |
| CM            | 22 | هيكتور كيبريانو [الإنجليزية]    |       |       |
| CM            | 27 | آرشي كولينز                     | 81'   |       |
| RW            | 11 | كوامي بوكو                      |       | 90+6' |
| AM            | 14 | جويل راندال                     |       | 90+3' |
| LW            | 10 | إيفرون ماسون–كلارك              |       |       |
| CF            | 17 | ريكي–جاد جونز                   |       | 80'   |
| البدلاء:      |    |                                 |       |       |
| GK            | 1  | نيكولاس بيلوكابيك [الإنجليزية]  |       |       |
| DF            | 6  | روموني كريشلو [الإنجليزية]      |       | 90+6' |
| DF            | 36 | جيمس دورنيللي [الإنجليزية]      |       |       |
| MF            | 8  | ريان دي هافيلاند [الإنجليزية]   |       |       |
| MF            | 16 | ديفيد أجيبوي [الإنجليزية]       |       |       |
| FW            | 9  | جونسون كلارك هاريس [الإنجليزية] |       | 90+3' |
| FW            | 18 | مالك موذرسيل [الإنجليزية]       |       | 80'   |
| المدرب:       |    |                                 |       |       |
| دارين فيرغسون |    |                                 |       |       |

| GK           | 25 | فرانكو رافيزولي [الإنجليزية] |       |     |
| RB           | 2  | جاك غريمير                   |       |     |
| CB           | 5  | كريس فورينو [الإنجليزية]     | 90+8' |     |
| CB           | 22 | نايجل لونويجك                |       |     |
| LB           | 10 | لوك ليهي                     |       |     |
| DM           | 19 | فريدي بوتس                   |       |     |
| RM           | 12 | غاريث ماكليري                |       |     |
| CM           | 4  | جوش سكاون [الإنجليزية]       |       | 87' |
| CM           | 8  | مات بوتشر                    |       |     |
| LM           | 23 | كيران سادلير [الإنجليزية]    |       | 87' |
| CF           | 24 | ريتشارد كون                  |       | 76' |
| البدلاء:     |    |                              |       |     |
| GK           | 1  | ماكس ستريجيك [الإنجليزية]    |       |     |
| DF           | 6  | ريان تافازولي [الإنجليزية]   |       |     |
| DF           | 17 | جو لو                        |       |     |
| DF           | 26 | جاسون مكارثي                 |       |     |
| MF           | 7  | ديفيد ويلر (لاعب كرة قدم)    |       | 76' |
| FW           | 9  | سام فوكز                     |       | 87' |
| FW           | 20 | ديل تايلور [الإنجليزية]      |       | 87' |
| المدرب:      |    |                              |       |     |
| مات بلومفيلد |    |                              |       |     |

المصادر:

## بعد المباراة

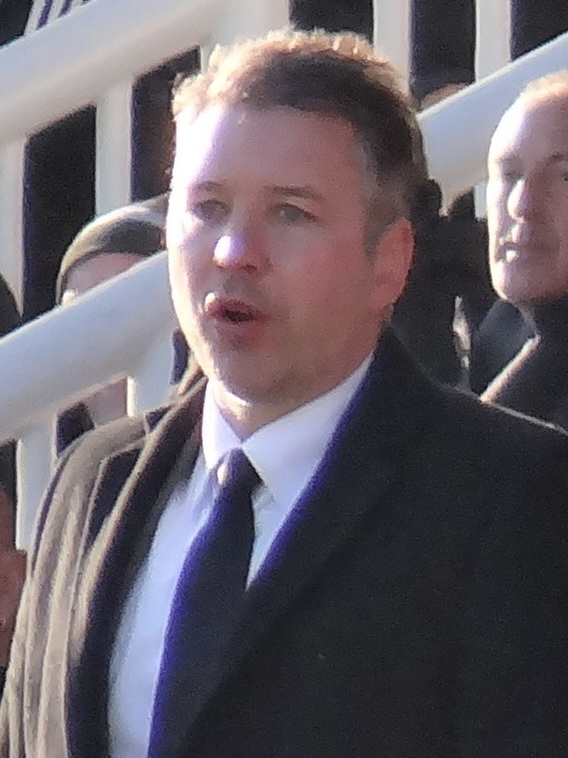
دارين فيرجسون، مدير نادي بيتربورو يونايتد

أكد الفوز حصول بيتربورو على لقب ثانٍ في كأس الدوري الإنجليزي لكرة القدم بعد فوزه السابق في عام 2014، محافظًا على سجل الفوز بنسبة 100% في ويمبلي. تم الاحتفال بالمباراة أمام 23،000 من مشجعي بيتربورو.
بعد المباراة، قال دارين فيرغسون، مدرب بيتربورو: "يا له من يوم! يا له من شعور رائع... إن قدرة هذا الفريق الشاب على العودة إلى سكة الانتصارات بعد استقبال هدف التعادل المتأخر كانت بفضل جهودهم. كانت المباراة فوضوية، لذا اضطررتُ إلى تهدئتهم قليلًا وقول: "احتفظوا بالكرة، لا تضيعوها". وقد حالفنا الحظ قليلًا. سواءً كانت تمريرة عرضية أم تسديدة، لا يهم – يا لها من قصة رائعة لهذا الشاب." وأضاف مات بلومفيلد، مدرب ويكومب: "أشعر بخيبة أمل، لكنني فخور بالطريقة التي لعب بها الفريق". أنا فخورٌ بالأداء الذي قدمناه، وخائب الأمل للاعبين والمتفرجين لأنني شعرتُ أننا كنا نستحق شيئًا من المباراة. ولكن عندما يدخل هدفٌ كهذا في مرمى فريقك، ليكون هدف الفوز، أحيانًا لا يكون ذلك مقدرًا له.
أنهى نادي ويكومب موسم 2023–24 في الدوري الأول في المركز العاشر، بينما أنهى نادي بيتربورو موسم 2023–24 في الدوري الأول في المركز الرابع. أنهى فريق بوش الموسم متأخرًا بفارق ثماني نقاط عن مراكز الصعود التلقائي، وبالتالي سيشارك في تصفيات دوري الدرجة الأولى الإنجليزي لكرة القدم ‏. في المباريات الفاصلة، خرج بيتربورو من الدور نصف النهائي، وخسر 2–1 في مجموع المباراتين أمام أكسفورد يونايتد.